# Communauté de communes du Pays de Verneuil-sur-Avre
Die Communauté de communes du Pays de Verneuil-sur-Avre ist ein ehemaliger französischer Gemeindeverband mit der Rechtsform einer Communauté de communes in den Départements Eure, Region Normandie und Département Eure-et-Loir, Region Centre-Val de Loire. Sie wurde am 31. Dezember 1997 gegründet und umfasste 17 Gemeinden. Der Verwaltungssitz befand sich im Ort Verneuil-sur-Avre. Eine Besonderheit war die Départements- und Regions-überschreitende Mitgliedschaft der Gemeinden.

## Historische Entwicklung
Am 1. Januar 2000 trat Breux-sur-Avre bei. Am 1. Januar 2004 traten Montigny-sur-Avre und Rueil-la-Gadelière bei, wodurch die Communauté über die Grenzen der Haute-Normandie hinauswuchs.
Mit Wirkung vom 1. Januar 2017 fusionierte der Gemeindeverband mit 
- Communauté de communes du Canton de Rugles,
- Communauté de communes du Canton de Breteuil-sur-Iton,
- Communauté de communes du Pays de Damville sowie
- Communauté de communes Rurales du Sud de l’Eure

und bildete so die Nachfolgeorganisation Interco Normandie Sud Eure.

## Ehemalige Mitgliedsgemeinden

### Département Eure
1. Armentières-sur-Avre
2. Bâlines
3. Les Barils
4. Bourth
5. Breux-sur-Avre
6. Chennebrun
7. Courteilles
8. Gournay-le-Guérin
9. Mandres
10. Piseux
11. Pullay
12. Saint-Christophe-sur-Avre
13. Saint-Victor-sur-Avre
14. Tillières-sur-Avre
15. Verneuil-sur-Avre

### Département Eure-et-Loir
1. Montigny-sur-Avre
2. Rueil-la-Gadelière